# 伊瓦奇基夫
50°28′17″N 26°19′43″E / 50.47139°N 26.32861°E
伊瓦奇基夫（烏克蘭語：Івачків），是烏克蘭西北部的村莊，隸屬里夫內州的里夫內區。該村始建於1545年，面積16平方公里，海拔高度200米，2001年人口1,200，人口密度每平方公里75人。